# Сараево (аэропорт)
Международный аэропорт Сараево (серб. Међународни Аеродром Сарајево,босн. Međunarodni aerodrom Sarajevo) (ИАТА: SJJ, ИКАО: LQSA), также известный как Аэропорт Бутмир, главный международный аэропорт Боснии и Герцеговины, расположен в шести километрах к юго-западу от железнодорожного вокзала столицы страны Сараева в пригороде Бутмир.
После подписания Дейтонского соглашения в 1996 году аэропорт стал принимать рейсы коммерческих авиакомпаний, в том числе B&H Airlines, Austrian Airlines, Lufthansa, Jat Airways, Croatia Airlines, Turkish Airlines, Germanwings и других. В 2006 году услугами аэропорта «Сараево» воспользовались 466 186 пассажиров, в то время как в 1996 году — только 25 000.
В 2005 году Европейское отделение Airports Council International наградило Международный аэропорт Сараево премией Лучший аэропорт с пассажирооборотом менее 1 млн пассажиров.

## История
Необходимость строительства аэропорта в Сараево возникла в середине 1960-х годов, первоначально предполагалось его построить в Сколаче (35 км от Сараево), но в 1966 году было принято решение начать строительство в Бутмире.
Аэропорт «Сараево-Илиджа» был открыт 2 июня 1969 года. В 1970 году был открыт первый международный рейс во Франкфурт. В это время аэропорт «Сараево» стал 'фидерным' аэропортом, где пассажиры пересаживались на рейсы в Загреб и Белград. В этот период ежегодный пассажирооборот составлял 70 000 — 100 000. Первое расширение аэропорта было приурочено в Зимним Олимпийским играм 1984 года, длина ВПП была увеличена на 200 метров и усовершенствована инфраструктура.
В первые недели войны 1992—1995 годов аэропорт был захвачен сербскими войсками, которые нанесли ему серьёзный урон. С июня 1992 года до конца войны аэропорт находился под контролем ООН и использовался для переброски гуманитарной помощи, после того, как сербы разрешили это.
Аэропорт был местом многих трагических событий этой войны, около 800 человек были убиты сербскими стрелками при попытке покинуть город и пробраться на территорию, контролируемую правительством, через взлётно-посадочную полосу, пока под ней не был прорыт тоннель.
Аэропорт вновь был открыт для гражданских рейсов 16 августа 1996 года, с тех пор он был восстановлен и постепенно вернул своё прежнее значение. 18 октября 2005 года Пэдди Эшдаун, Верховный представитель по Боснии и Герцеговине, приостановил решение боснийских властей о переименовании аэропорта в честь Алии Изетбеговича, первого президента Боснии и Герцеговины. Причиной такого запрета, по словам Верховного представителя, стало то, что этот шаг мог вызвать непонимание со стороны небоснийских меньшинств и препятствовал бы налаживанию взаимопонимания в боснийском обществе.

## Развитие аэропорта
Увеличение пассажирского терминала, а также модернизация и расширение перрона и строительство новых рулёжных дорожек запланировано на ближайшее будущее.

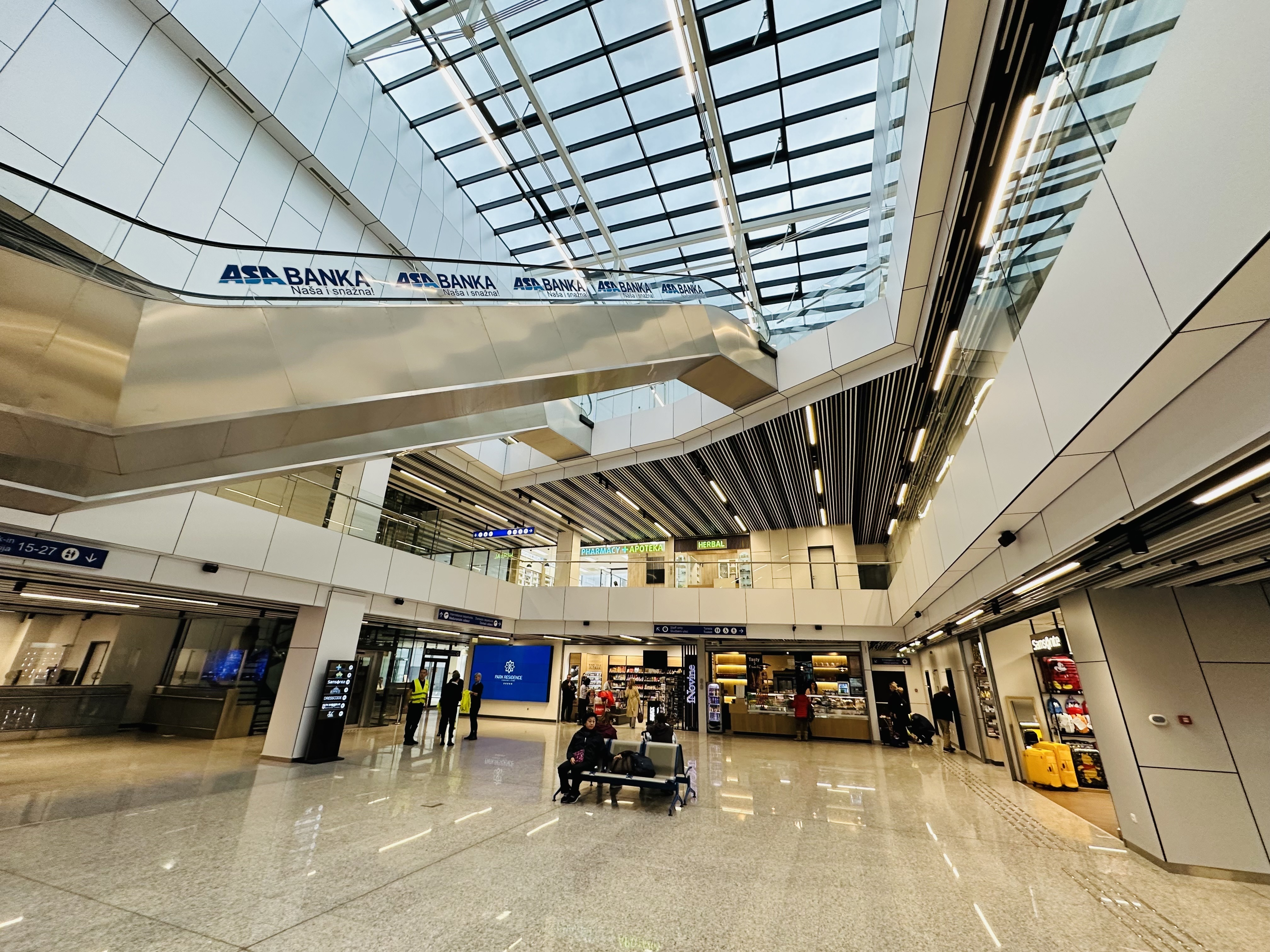
Терминал аэропорта Сараево

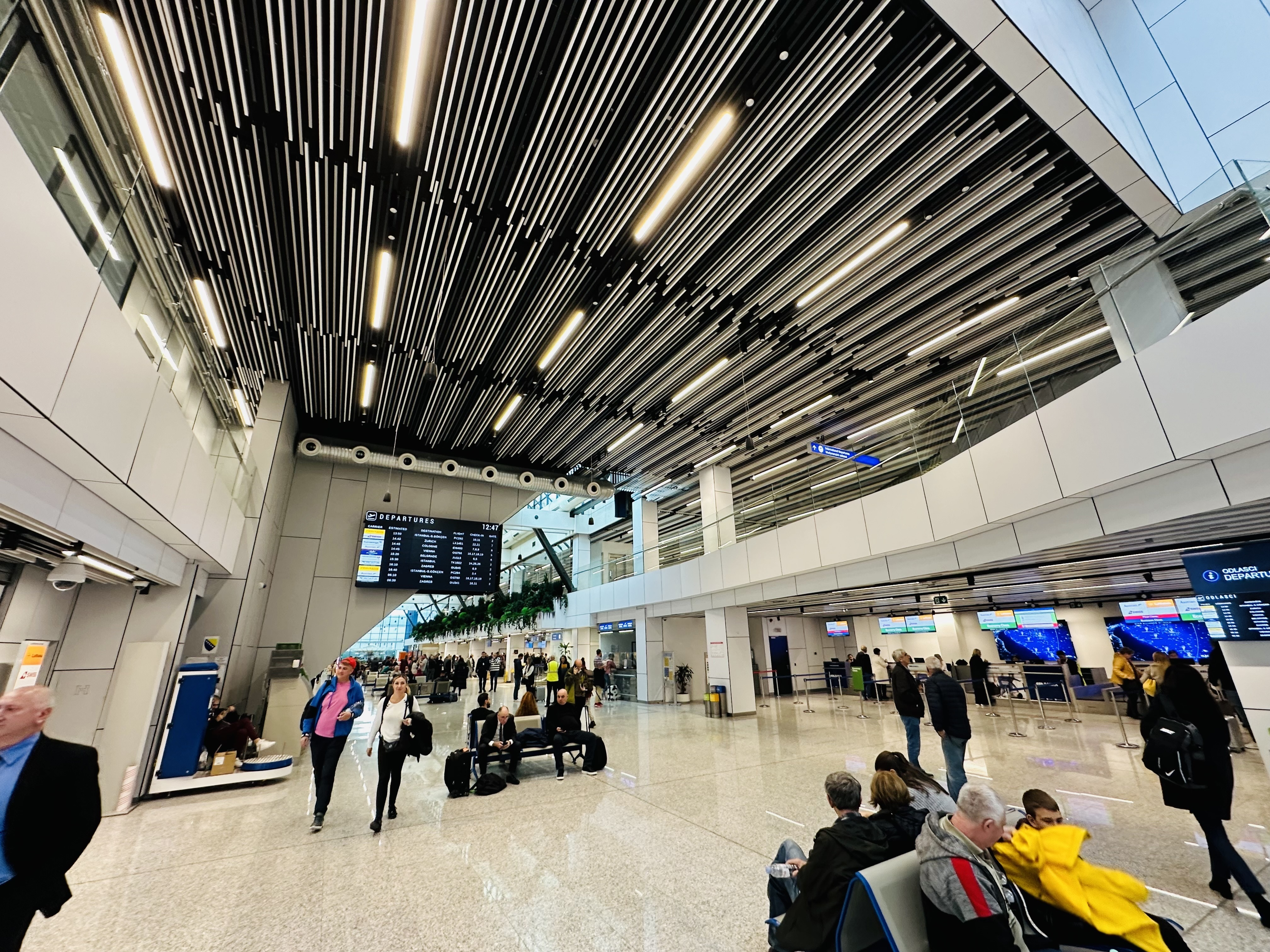
Терминал аэропорта Сараево

## Авиакомпании и назначения

### Регулярные рейсы
(по состоянию на февраль 2011 года)

### Чартерные авиакомпании
(по состоянию на июнь 2010 года)

### Грузовые авиакомпании
(по состоянию на февраль 2011 года)

## Статистика пассажирооборота
| Год/Месяц | Январь | Февраль | Март   | Апрель | Май    | Июнь    | Июль   | Август | Сентябрь | Октябрь | Ноябрь | Декабрь | Итого за год |
| --------- | ------ | ------- | ------ | ------ | ------ | ------- | ------ | ------ | -------- | ------- | ------ | ------- | ------------ |
| 2011      | 30,484 | —       | —      | —      | —      | —       | —      | —      | —        | —       | —      | —       | 30,484       |
| 2010      | —      | —       | —      | —      | 51,398 | 59,636  | 72,615 | 60,475 | 54,753   | 51,137  | 40,912 | —       | 563,266      |
| 2009      | —      | —       | 87,257 | —      | —      | 143,906 | —      | —      | 177,762  | —       | —      | 121,427 | 530,391      |
| 2008      | 23,909 | 27,121  | 34,896 | 38,052 | 46,974 | 55,391  | 62,524 | 61,560 | 42,752   | 46,094  | 34,089 | 32,913  | 506,398      |
| 2007      | 32,235 | 28,028  | 35,168 | 42,297 | 43,633 | 53,281  | 59,436 | 57,381 | 45,113   | 43,980  | 31,952 | 32,735  | 505,269      |
| 2006      | 26,743 | 24,292  | 30,484 | 37,380 | 44,290 | 49,987  | 56,504 | 54,811 | 45,394   | 38,690  | 28,166 | 29,287  | 466,186      |

## Наземный транспорт

### Автобус
| Маршрут | Пункты назначения                                                                                 | Операторы                        |
| ------- | ------------------------------------------------------------------------------------------------- | -------------------------------- |
| 200E    | Аваз — Неджаричи — Алипашино Поле — RTV Дом — Отока — Д. Мальта — Пофаличи — Ж. Музей — Башчаршия | JKP GRAS и Centrotrans-Eurolines |